# Joseph Barbera
Joseph Roland „Joe“ Barbera (24. března 1911 New York, USA – 18. prosince 2006 Los Angeles, Kalifornie, USA) byl americký animátor, režisér, scenárista, kreslíř a filmový a televizní producent.
Se svým nejbližším spolupracovníkem a spoluautorem Williamem Hannou se seznámil v roce 1937 ve studiu MGM, v roce 1957 pak společně založili produkční firmu Hanna-Barbera. Mezi jejich vůbec nejúspěšnější kreslené postavičky patří dvojice myšáka a kocoura Tom a Jerry, která získala celkem osm Oscarů.

## Nejznámější filmové postavy
- Tom a Jerry
- Pišta a Fišta
- Pes Filipes
- Flintstoneovi
- Méďa Béďa
- Scooby-Doo
- Šmoulové
- Jetsonovi